# Андриј Мељник
Андриј Атанасович Мељник (укр. Андрій Атанасович Мельник, рус. Андре́й Афанасьевич Ме́льник; Дрогобич, 12. децембар 1890 — Клерво, 1. новембар 1964), био је украјински националиста, политичар и војна личност, заповедник ОУН-А Организације украјинских националиста у Другом светском рату. Један од активних учесника украјинског националистичког покрета, пуковник Војске Украјинске Народне Републике (укр. Озброєні сили Української Народної Республіки), један од најближих сарадника Јевгенија Коновалеца, командовао је Легијом украјинских Сечевих пушкара на аустро-руском фронту. У Првом светском рату један од организатора Украјинске војне организације (укр. Української Військової Організації; УВО). Од 1938. - председник дела ОУН. Од 1945. био је у избеглиштву.